# Cahokia
Cahokia (pełna oficjalna nazwa Cahokia Mounds State Historic Site, Historyczny obszar stanowy Cahokia Mounds) – stanowisko archeologiczne kultury Missisipi w stanie Illinois (USA), ok. 11 km od St. Louis (Missouri).
Olbrzymi kompleks mieszkalny (ponad 13 km kw.) powstał z niewielkiej rolniczej wioski, założonej przed 900 p.n.e. Na żyznych glebach zalewowych mieszkańcy osady uprawiali kukurydzę. W XI w. mogło w nim mieszkać nawet 40 tysięcy osób.
W XII wieku Cahokia przeżywała największy rozkwit, a od 1250 rozpoczął się powolny upadek miasta. Wykopaliska rozpoczęte zostały w 1961 roku przez grupę archeologów kierowanych przez Warrena Wittry'ego.
Na terenie Cahokii znajduje się wielki centralny plac, mniejsze place i budynki publiczne oraz około 100 kopców ziemnych pełniących różne funkcje takie jak: platformy pod budowle, grobowce, znaki graniczne. Największy z nich zwany Kopcem Mnichów ma wysokość 30 metrów i zajmuje powierzchnię 5,7 ha. Na jego szczycie znajdował się "dom wodza" o wysokości 15 metrów.
Osada otoczona była drewnianą palisadą o długości 3 kilometrów.
Cahokia była największym miastem kultury Missisipi. 
W 1982 roku zostało wpisane na listę światowego dziedzictwa UNESCO.